# Gaioz Nigalidze
Gaioz Nigalidze (gruzínsky გაიოზ ნიგალიძე, Gaioz Nigaladze; * 24. dubna 1989) je gruzínský šachista, mezi roky 2014 a 2015 s titulem velmistra, od roku 2015 pouze s titulem mezinárodního mistra. Upozornil na sebe podváděním při 17. ročníku šachového turnaje v Dubaji. Neobvykle často, v kritické části partie po každém tahu, odbíhal na toaletu, kde byl ukryt chytrý telefon s účtem na sociálních sítích na jeho jméno a s aplikací na analýzu šachových partií se vloženými tahy jeho vlastní partie. Za toto jednání byl z turnaje vyloučen. Poté byla přezkoumána i jeho předchozí šachová kariéra. Nakonec byl etickou komisí FIDE ze soutěží vyloučen na tři roky, tedy do 5. září 2018, a také byl odvolán jeho titul velmistra. Pravidla FIDE hráčům striktně zakazují používání elektronických zařízení schopných komunikace nebo analýzy hry a za podobné podvody trestá vyloučením z turnajů na 3 roky, při opakování až na 15 let.